# El Jilguero
El Jilguero är en ort i Mexiko.   Den ligger i kommunen Jamapa och delstaten Veracruz, i den sydöstra delen av landet, 300 km öster om huvudstaden Mexico City. El Jilguero ligger 20 meter över havet och antalet invånare är 117.
Terrängen runt El Jilguero är platt, och sluttar österut. Runt El Jilguero är det ganska glesbefolkat, med 39 invånare per kvadratkilometer. Närmaste större samhälle är Las Amapolas, 17,4 km nordost om El Jilguero. Omgivningarna runt El Jilguero är en mosaik av jordbruksmark och naturlig växtlighet.